# Ночь аль-Кадр
Ночь аль-Кадр (араб. لَيْلَةُ الْقَدْر‎) или Ночь предопределе́ния, Ночь решения, Ночь Могущества, в исламе — почитаемая ночь месяца поста Рамадан, связанная с ниспосланием пророку Мухаммеду Корана в виде откровения в пещере Хира горы Джабаль аль-Нур.

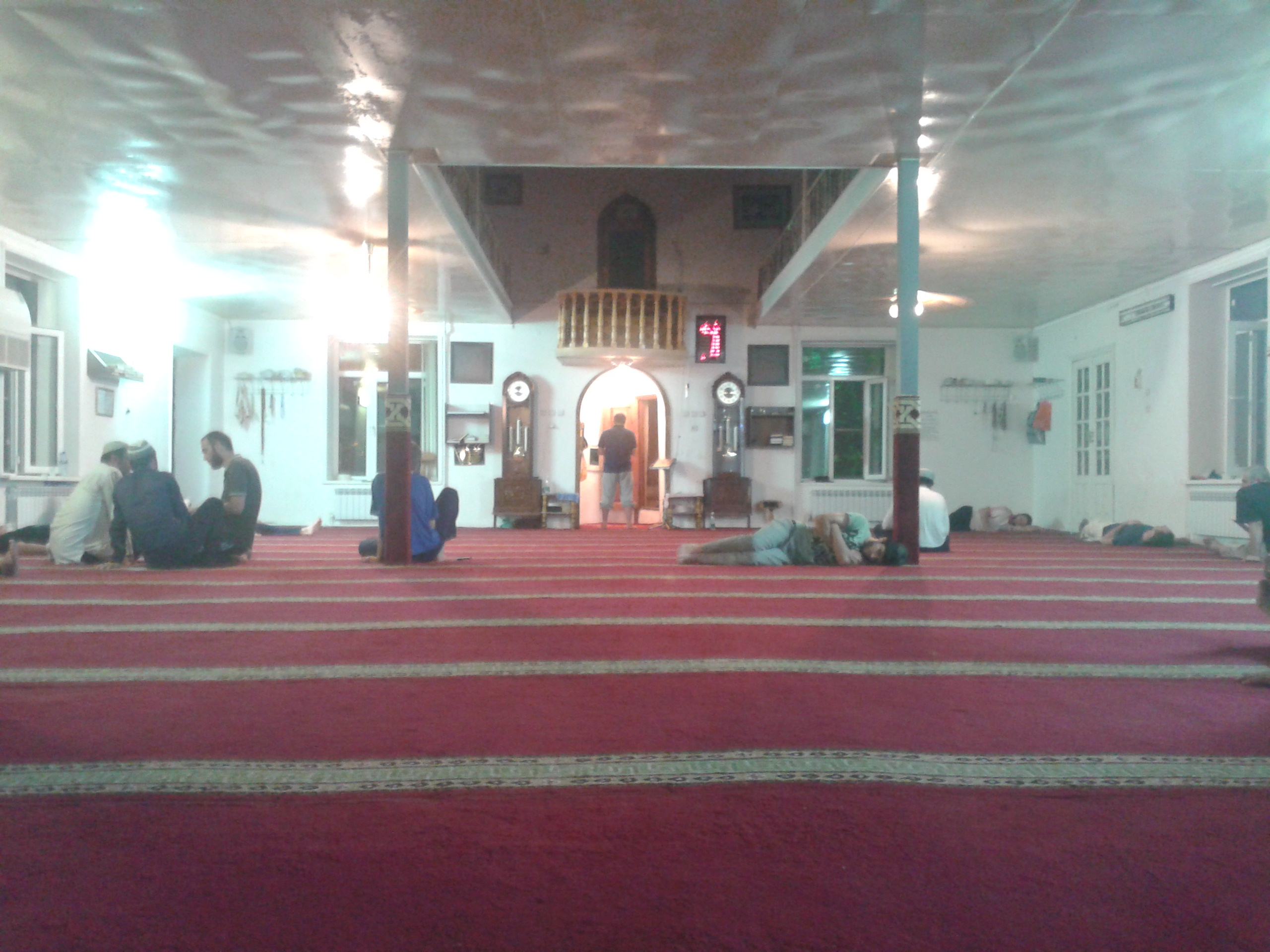
Итикаф в мечети Махачкалы (2014 год)

## История
В эту ночь, согласно исламским источникам, к молящемуся пророку Мухаммеду явился ангел Джибриль и передал первые пять аятов суры аль-Аляк. Ночь аль-Кадр празднуется в последней декаде девятого месяца исламского календаря, в основном в одну из нечётных ночей (21, 23, 25, 27 или 29). Чаще всего сообщается, что Ночь аль-Кадр выпадает на ночь перед 27-м днём месяца рамадан.
В Ночь аль-Кадр принято читать Коран и молиться.

## В Коране
В Коране не упоминается конкретная дата начала Ночи аль-Кадр.
По мнению толкователей Корана, Ночи аль-Кадр посвящена сура аль-Кадр.

Воистину, Мы ниспослали его (Коран) в Ночь Предопределения (или величия). Откуда ты мог знать, что такое Ночь Предопределения (или величия)? Ночь Предопределения (или величия) лучше тысячи месяцев. В эту Ночь ангелы и Дух нисходят с дозволения их Господа по всем Его повелениям. Она благополучна вплоть до наступления зари. 
—  97:1—5
Для мусульман эта Ночь не сравнима ни с какими другими ночами. Награда за акты поклонения, совершённые в эту одну ночь, больше, чем награда за «1000 месяцев» (83 года) поклонения. Как правило, некоторые мусульмане проводят итикаф в мечети: они остаются в мечети в течение последних десяти дней месяца для молитв и чтения.